# Xã Cotton Plant, Quận Woodruff, Arkansas
Xã Cotton Plant (tiếng Anh: Cotton Plant Township) là một xã thuộc quận Woodruff, tiểu bang Arkansas, Hoa Kỳ. Năm 2010, dân số của xã này là 717 người.